# Phytomyza obscurata
Phytomyza obscurata este o specie de muște din genul Phytomyza, familia Agromyzidae, descrisă de Friedrich Georg Hendel în anul 1920.
Este endemică în Spania. Conform Catalogue of Life specia Phytomyza obscurata nu are subspecii cunoscute.